# دوشدور
دوشدور هي قرية في مقاطعة هشترود، إيران. عدد سكان هذه القرية هو 176 في سنة 2006.